# Čatalija
Čatalija (mađ. Csátalja, nje. Tschatali) je pogranično selo u jugoistočnoj Mađarskoj.
Zauzima površinu od 81,8 km četvornih.

## Zemljopisni položaj
Nalazi se zapadno od Đurića i Gare i prema sjeveru od Santova, na 46°2' sjeverne zemljopisne širine i 18°57' istočne zemljopisne dužine, u regiji Južni Alföld.

## Upravna organizacija
Upravno pripada Bajskoj mikroregiji Bačko-kiškunskoj županiji. Poštanski broj je 6445. Upravno joj pripada i predio Kerkić (mađ.  Kerekhegy), dvorac Gilian (mađ. Gilián-kastély), Kődepó i Vágotthegy.
U Čataliji djeluje jedinica njemačke manjinske samouprave.

## Stanovništvo
U Čataliji živi 1537 stanovnika (2005.)
Stanovnici su većinom Mađari. U selu je nekad bila i značajna zajednica Hrvata. Na popisu 2001. ih je bilo 0,5%. Nijemaca je 6,4%, Slovaka je 0,2%, Rumunja je 0,2% te ostalih. Rimokatolika je 82%, kalvinista je 5%, luterana je 0,5% bez vjere je 7% 0,2% te ostalih.

## Vanjske poveznice
- Čatalija na fallingrain.com